# Kapitan Andreevo
Kapitan Andreevo (en búlgaro, Капитан Андреево) es un pueblo situado cerca del triángulo fronterizo entre Bulgaria, Turquía y Grecia, en el municipio de Svilengrad, provincia de Haskovo, al sur de Bulgaria.  En 2005 tenía 948 habitantes y su alcalde era Dimitar Shiderov. Debido a su proximidad con Turquía, allí se encuentra un importante puesto fronterizo, cuyo lado turco se llama Kapıkule. El concurrido paso fronterizo entre Bulgaria y Turquía en Kapitan Andreevo constituye un importante punto de entrada a la Unión Europea. 
El puesto fronterizo, uno de los más transitados de la Unión Europea, es conocido por ser un punto de entrada de drogas en la UE y, según los informes, lleva mucho tiempo bajo el control del crimen organizado. Forma parte de un problema más amplio de corrupción fronteriza en Bulgaria que ha obstaculizado la adhesión de este país al espacio Schengen. 